# هندلی ۲۷۱۸
سیارک ۲۷۱۸ (به انگلیسی: 2718 Handley، نامگذاری:1951OM) دو هزار و هفتصد و هجدهمین سیارک کشف شده‌است که در ۳۰ ژوئیه ۱۹۵۱ کشف شد.
قدر مطلق سیارک برابر ۱۱٫۷۰ است.